# Davide Gualtieri
Davide Gualtieri (Città di San Marino, 27 aprile 1971) è un allenatore di calcio ed ex calciatore sammarinese.
Gli è stata assegnata la medaglia d'argento al merito sportivo dal Comitato Olimpico Nazionale Sammarinese.

## Carriera
Ha segnato il secondo gol più veloce nelle partite fra Nazionali: il 17 novembre 1993, nella partita valida per le qualificazioni ai Mondiali 1994 fra San Marino e Inghilterra, giocata allo stadio Renato Dall'Ara di Bologna, segnò una rete dopo 8,3 secondi, sfruttando un errato retropassaggio del difensore Stuart Pearce al portiere inglese David Seaman; l'Inghilterra vinse poi 7-1, non riuscendo tuttavia a staccare il pass mondiale in quanto era obbligata a vincere con almeno 7 gol di scarto e sperare nella contemporanea sconfitta dei Paesi Bassi in Polonia (poi vittoriosi per 3-1). Il primato ha resistito fino al 10 ottobre 2016, quando è stato battuto dal belga Christian Benteke, capace di segnare in 8,1 secondi durante la partita di qualificazioni ai Mondiali di Russia 2018 in un Gibilterra-Belgio.
Dopo l'esperienza come calciatore, è diventato titolare di un negozio di elettronica. Nel 2012 allena la squadra sammarinese del Domagnano.

## Statistiche

### Cronologia presenze e reti in nazionale
| Cronologia completa delle presenze e delle reti in nazionale ― San Marino | Cronologia completa delle presenze e delle reti in nazionale ― San Marino | Cronologia completa delle presenze e delle reti in nazionale ― San Marino | Cronologia completa delle presenze e delle reti in nazionale ― San Marino | Cronologia completa delle presenze e delle reti in nazionale ― San Marino | Cronologia completa delle presenze e delle reti in nazionale ― San Marino | Cronologia completa delle presenze e delle reti in nazionale ― San Marino | Cronologia completa delle presenze e delle reti in nazionale ― San Marino |
| Data                                                                      | Città                                                                     | In casa                                                                   | Risultato                                                                 | Ospiti                                                                    | Competizione                                                              | Reti                                                                      | Note                                                                      |
| ------------------------------------------------------------------------- | ------------------------------------------------------------------------- | ------------------------------------------------------------------------- | ------------------------------------------------------------------------- | ------------------------------------------------------------------------- | ------------------------------------------------------------------------- | ------------------------------------------------------------------------- | ------------------------------------------------------------------------- |
| 22-9-1993                                                                 | Bologna                                                                   | San Marino                                                                | 0 – 7                                                                     | Paesi Bassi                                                               | Qual. Mondiali 1994                                                       | -                                                                         | 55’                                                                       |
| 17-11-1993                                                                | Bologna                                                                   | San Marino                                                                | 1 – 7                                                                     | Inghilterra                                                               | Qual. Mondiali 1994                                                       | 1                                                                         | Ammonizione                                                               |
| 16-11-1994                                                                | Atene                                                                     | Grecia                                                                    | 2 – 0                                                                     | San Marino                                                                | Qual. Euro 1996                                                           | -                                                                         |                                                                           |
| 14-12-1994                                                                | Helsinki                                                                  | Finlandia                                                                 | 4 – 1                                                                     | San Marino                                                                | Qual. Euro 1996                                                           | -                                                                         | 60’                                                                       |
| 29-3-1995                                                                 | Serravalle                                                                | San Marino                                                                | 0 – 2                                                                     | Finlandia                                                                 | Qual. Euro 1996                                                           | -                                                                         | 75’                                                                       |
| 26-4-1995                                                                 | Serravalle                                                                | San Marino                                                                | 0 – 2                                                                     | Scozia                                                                    | Qual. Euro 1996                                                           | -                                                                         | 62’                                                                       |
| 10-9-1997                                                                 | Serravalle                                                                | San Marino                                                                | 0 – 5                                                                     | Turchia                                                                   | Qual. Mondiali 1998                                                       | -                                                                         | 75’                                                                       |
| 10-10-1998                                                                | Serravalle                                                                | San Marino                                                                | 0 – 5                                                                     | Israele                                                                   | Qual. Euro 2000                                                           | -                                                                         | 80’                                                                       |
| 31-3-1999                                                                 | Serravalle                                                                | San Marino                                                                | 0 – 6                                                                     | Spagna                                                                    | Qual. Euro 2000                                                           | -                                                                         | 59’                                                                       |
| Totale                                                                    |                                                                           | Presenze                                                                  | 9                                                                         |                                                                           | Reti                                                                      | 1                                                                         |                                                                           |

## Palmarès

### Club

#### Competizioni nazionali
- Coppa Titano: 1

Tre Penne: 2000
- Trofeo Federale: 1

Tre Penne: 2005